# Ricardo Tavarelli
Ricardo Javier Tavarelli Paiva (Asunción, 2 agosto 1970) è un ex calciatore paraguaiano, di ruolo portiere.

## Palmarès

### Club

#### Competizioni internazionali
- Coppa Libertadores: 1

Olimpia: 2002
- Recopa Sudamericana: 1

Olimpia: 2003